# Пропозиція про расову рівність
Пропозиція про расову рівність (яп. 人種的差別撤廃, Jinshutekisabetsu teppai teian, «Пропозиція про скасування расової дискримінації») була японською поправкою до Версальського договору, яка розглядалася на Паризькій мирній конференції 1919 року. Вона ніколи не передбачала будь-яких глобальних наслідків, а була спрямована лише на те, щоб гарантувати рівне поводження з усіма громадянами, що належать до Лізі Націй, присутність африканських, американських та азійських країн у Лізі Націй надавало цьому універсального змісту, роблячи цю пропозицію дуже спірним.
Хоча ця пропозиція була широко підтримана, вона не стала частиною договору, в основному через протидію Австралії та США. Його неприйняття було однією з причин відчуження Японії від інших великих держав і допомогло раціоналізувати зростання її націоналізму та мілітаризму всередині країни, що призвело до Другої світової війни. Відмова від «клаузули» викликала велике обурення в Японії та у всіх небілих народів, особливо тих, хто перебував під якимсь колоніальним пануванням.
Принцип расової рівності був переглянутий після війни та включений до Статуту Організації Об'єднаних Націй у 1945 році як основоположний принцип міжнародного правосуддя. Однак деякі країни, включаючи членів Організації Об'єднаних Націй (насамперед США), продовжували зберігати дискримінаційні за расовою ознакою закони протягом десятиліть після закінчення війни.